# 馬場よ志
馬場 よ志（ばば よし、1907年〈明治40年〉6月3日 - 2022年〈令和4年〉1月4日）は、山梨県身延町在住の日本の長寿の女性（スーパーセンテナリアン）。

## 人物
1907年6月3日、山梨県甲府市生まれ。甲府高等女学校、山梨女子師範学校を卒業し、小学校の教師となる。2006年、99歳でいきいき山梨ねんりんピック2006にちぎり絵を出品するなど創作していた。100歳を超えても身の回りのことはすべてやってきたが、2016年に老人ホーム「みのりの里まるたき」に移住した。

## 長寿記録
- 2018年9月時点で山梨県最高齢者となっていた。
- 2019年9月24日、GRGにより年齢が検証される[1]。
- 2022年1月4日、114歳215日で死去。